# Stand and Deliver
Stand and Deliver ist eine US-amerikanische Filmbiografie aus dem Jahr 1988. Das Filmdrama behandelt die wahre Geschichte des Mathematiklehrers Jaime Escalante, der mit ungewöhnlichen Lehrmethoden bildungsfernen Kindern hispanischer Einwanderer hilft, eine wichtige Prüfung zu bestehen. Für die Darstellung des Escalante wurde Hauptdarsteller Edward James Olmos mit einer Oscar-Nominierung belohnt. Der Film wurde 2011 in die nationale Filmdatenbank der Kongressbibliothek aufgenommen.

## Handlung
Jaime Escalante fängt als Mathematiklehrer an der James A. Garfield High School in Los Angeles an. Seine Schüler kommen aus hispanischen Einwandererfamilien und verfügen über eine nur unzureichende Bildung; zudem sehen sie sich vielen sozialen Problemen ausgesetzt. Escalante versucht, die Lernkultur an der Schule zu verändern, um den Schülern akademische Bildung schmackhaft zu machen und ihnen einen Zugang dazu zu ermöglichen. Schnell wird ihm das bislang unentdeckte Potenzial seiner Schüler bewusst, und er fängt an, sie für das Ziel zu begeistern, einen speziellen Mathematiktest ihres Abschlussjahrs zu bestehen, woraufhin die Schüler im Sommer bei Escalante zusätzliche Mathematikkurse belegen. Escalante muss sich daraufhin gegen zynische Lehrerkollegen zur Wehr setzen, die die Schüler für unfähig halten. Trotz der Widerstände, geringen Erwartungen und negativen Sichtweisen ihrer Umgebung verhilft ihnen Escalante zum erfolgreichen Bestehen des Tests. Völlig überraschend stellt der Prüfungsausschuss das Ergebnis mit der Begründung in Frage, dass es eine Übereinstimmung bei den Fehlern gibt und sie vermutet einen groß angelegten Betrug. Escalante verteidigt seine Schüler und es wird klar, dass die Vorwürfe eher auf Rassismus und irrationaler Wahrnehmung als auf konkreten Beweisen beruhen. Er bietet an, den Test unangekündigt zu wiederholen. Wieder bestehen alle Schüler den Test, was schlagartig alle Betrugsvorwürfe verstummen lässt.

## Kritik
“There were moments in “Stand and Deliver” that moved me very deeply and other moments so artificial and contrived that I wanted to edit them out, right then and there. The result is a film that makes a brave, bold statement about an unexpected subject, but that lacks the full emotional power it really should have.”

„Es gab Momente in ‚Stand and Deliver‘, die mich sehr tief bewegten und andere Momente so künstlich und erfunden, dass ich sie herausschneiden wollte, genau hier und jetzt. Das Ergebnis ist ein Film, der eine mutige, kühne Aussage über ein ungeahntes Problem trifft, dem aber die volle emotionale Kraft fehlt, die er eigentlich haben müsste.“

## Trivia
Obwohl die James A. Garfield High School im Mittelpunkt des Films steht, wurden die Dreharbeiten in der eigentlich „verfeindeten“ Roosevelt High School in Boyle Heights, Los Angeles durchgeführt.
Olmos und Escalante wurden während der Dreharbeiten Freunde. Olmos sammelte vor Escalantes Tod im Jahre 2010 zusammen mit ehemaligen Schülern Geld für seine medizinische Behandlung.
Olmos hat nach eigenen Aussagen alle Dialoge mit Escalante zusammen geschrieben. So basiert die Szene, in der er sich vor der Prüfungskommission wegen angeblicher Betrugsvorwürfe verteidigen muss, Wort für Wort auf dem tatsächlich von Escalante Gesagten.
Nach Abschluss der Dreharbeiten sagte Jaime Escalante, dass er „von dem Film beeindruckt sei“ („actually impressed by the movie“) und dass er „90 % Wahrheit, 10 % Fiktion enthalte“ („Ninety per cent truth, and ten per cent drama“).
Die Rolle der Ana Delgado ist der einzige Charakter mit einer realen Entsprechung, lediglich der Name wurde geändert.
Der Film wird in der South-Park-Folge „Huch, ein Penis“ (Staffel 12, Folge 5) parodiert. Im Gegensatz zum Film werden die Schüler in der Episode von Eric Cartman dazu ermutigt, zu betrügen.

## Hintergrund
Jay Mathews, Autor des Buches Escalante: The Best Teacher in America, erhielt die Möglichkeit, zehn Originalprüfungen der Schüler zu begutachten. Nach seiner Aussage machten bei einer Frage neun von ihnen „exakt denselben dummen Fehler“. Von zwei Schülern hörte Mathews, dass während der Prüfung ein Blatt mit einer fehlerhaften Lösung kursierte. Zwölf Schüler, einschließlich der neun Schüler, die denselben Fehler machten, waren bereit den Test zu wiederholen und bestanden ihn erneut. Bei Abfassung des Buches im Jahre 1987 kamen 27 % der Schüler, die den Test mit der Note 3 oder besser bestanden, von der Garfield High School.
Zunächst begann Escalante seine Lehrerlaufbahn 1974 an der Garfield High School. Im Jahr 1978 leitete er seinen ersten Mathematikkurs, an dem 14 Schüler teilnahmen. Nur fünf Schüler waren am Ende des Schuljahres noch im Kurs und nur zwei davon bestanden die Prüfung. In den darauf folgenden Jahren verbesserten sich seine Schüler weiter. Dass alle 18 Schüler seiner Klasse die Prüfung meisterten, hat sich 1982 zugetragen.
Anders als im Film dargestellt, benötigen Schüler Jahre für eine solide Vorbereitung auf diese anspruchsvolle Mathematikprüfung. Aus diesem Grund führte Escalante später am East Los Angeles College auch Sommerkurse ein, in denen den Schülern innerhalb von sieben Wochen intensive Nachhilfe geboten wurde. Außerdem setzten sich Escalante und Rektor Henry Gradillas dafür ein, dass Algebra an den unteren Schulen bereits in der achten und neunten Klasse angeboten wird.